# Sandra Mason
Sandra Prunella Mason (Saint Philip, 1949. január 17. –) barbadosi jogász és politikus, a szigetország utolsó főkormányzója és első köztársasági elnöke.

## Pályafutása
Sandra Mason a University of the West Indies (Cave Hill Campus, Barbados) jogi karán tanult, 1973-ban szerzett alapdiplomát. 1975-ben diplomát szerzett a Hugh Wooding Law Schoolon Trinidad és Tobagóban. Ő volt az első barbadosi nő, aki jogi végzettséget szerzett. 1998 és 2001 között különböző jogi továbbképzéseket végzett Londonban, Kanadában és a University of the West Indiesen.
Mason tanárként kezdte szakmai pályafutását. Ezután a magánszektorba, nevezetesen a Barclayshoz került. Először Barbadoson, majd Jamaicában, aztán ismét Barbadoson dolgozott a pénzügyi óriáscégnél. 1978-ban a fiatalkorúak és családok bíróságának bírája lett, és családjogot tanított a University of the West Indiesen. Rövid ideig ügyvédként is praktizált magánpraxisban. 1991 és 1999 között az ENSZ Gyermekjogi Bizottságának tagja volt, időnként elnökként és alelnökként is tevékenykedett.
1993 és 1994 között Mason venezuelai, chilei, kolumbiai és brazíliai nagykövet volt. 1994-ben főbíró lett, 1997-ben pedig Barbados legfelsőbb bíróságának hivatalvezetője. 2005-ben Crown Counsel lett. Ugyanebben az évben a Kelet-karibi Államok Szervezete Kelet-karibi Felsőbíróságának bírája lett. 2014-ben a Nemzetközösségi Titkárság Választottbíróságának (CSAT) tagja lett Londonban, amelynek 2017-ben első nőként ő lett az elnöke. A Nemzetközösségi Titkárság Választottbíróságának (CSAT) tagja lett.
Barbados államfője 2021-ig II. Erzsébet brit királynő volt, akit a karibi szigetországban a főkormányzó (Governor General) képviselt. Mason 2012-ben ideiglenes jelleggel három napig betöltötte a főkormányzói tisztséget, 2017-ben pedig kinevezték Barbados nyolcadik főkormányzójává. (A beiktatásra 2018. január 8-án került sor.)
2021-ben Barbados a brit korona alatti monarchiából köztársasággá alakult át. 2021. október 20-án a parlament mindkét háza, a Képviselőház és a Szenátus egyhangúlag megválasztotta Masont hazája első elnökévé. 2021. november 30-án, a nemzeti ünnepen került sor a beiktatásra, és ezzel az ország köztársasággá alakítására.

## Fordítás
- Ez a szócikk részben vagy egészben  a   Sandra Mason című német Wikipédia-szócikk fordításán alapul.  Az eredeti cikk szerkesztőit annak laptörténete sorolja fel. Ez a jelzés csupán a megfogalmazás eredetét és a szerzői jogokat jelzi, nem szolgál a cikkben szereplő információk forrásmegjelöléseként.